# 拿斯·積及臣
拿斯·積及臣（丹麥語：Lars Jacobsen，1979年9月20日—），出生於丹麥歐登塞，是一名職業足球員，司職右後衛，現效力法國球會甘岡，他是現役丹麥國腳。

## 生平

### 球會
積及臣出身家鄉球會歐登塞，於1996/97年球季在丹超處子登場，翌季奠定一隊席位，惟球隊於季後降班，僅一季後歐登塞贏得丹甲聯賽冠重返丹超。歐登塞晉級2002年丹麥盃決賽，以2-1擊敗哥本哈根，積及臣獲選等同最佳球員的「盃賽鬥士」（Cup Fighter）。
他於取得盃賽勝利後出國加盟德甲球會漢堡，惟發展未能如意，逗留一年半僅上陣22場德甲聯賽，於2003年冬季轉會窗回國加盟哥本哈根。積及臣迅速建立成為哥本哈根正選球員，於球隊贏得2005/06年丹超聯賽冠軍，他出席整季全部33場賽事的每一分鐘。
2006年夏季積及臣約滿哥本哈根後再次進軍德甲，以自由身轉投紐倫堡，但他受到傷患困擾，情況同樣失望，於2008年6月獲准離隊，僅為紐倫堡上陣7仗。積及臣於同年8月26日加盟英超球會愛華頓，簽約一年，9月他為國家隊作客對葡萄牙時撞傷肩膀而被迫退下火線，這次受傷迫使他缺席大半季，翌年3月21日作客對樸茨茅夫才首次為愛華頓上陣，直到季尾僅上陣6場，包括英格蘭足總盃決賽1-2負於車路士於下半場入替。
季後積及臣沒有獲得愛華頓留用，於2009年6月29日加盟布力般流浪，簽約兩年，期間為球隊上陣16場。他於2010年8月31日轉會窗關閉前一刻成功轉投韋斯咸，簽約一年。

### 國家隊
處子演出為2006年3月1日作客特拉維夫對以色列的友誼賽。身為2010年世界盃外圍賽功臣之一，積及臣也順理成章入選了2010世界盃決賽周23人名單，並打滿全部三場分組賽事。

## 榮譽
歐登塞
- 丹麥足球甲組聯賽 冠軍: 1998-99
- 丹麥盃 冠軍: 2000-01

哥本哈根
- 丹麥足球超級聯賽 冠軍(4): 2003-04, 2005-06, 2006-07, 2012-13
- 丹麥盃 冠軍: 2012

愛華頓
- 英格蘭足總盃 亞軍: 2008-09

個人
- 1997年丹麥最佳年青球員(19歲以下) [11]
- 2002年丹麥盃最佳球員 [12]